# Tushpuea
Tushpuea est une divinité féminine du panthéon d'Urartu, l'épouse du dieu Chivini. Selon les textes cunéiformes d'Urartu, les offrandes des sacrifices rituels de la déesse s'élevaient à une vache et un mouton. 
Le centre du culte rendu au dieu Chivini se trouvait probablement dans la capitale d'Urartu, la ville de Tushpa, qui est liée étymologiquement au nom de la déesse Tushpuea, épouse de Chivini. Il existe également une hypothèse raisonnable selon laquelle le culte rendu à Tushpuea et à Chivini s'accompagnaient de cérémonies nécessitant l'usage de chaudrons. Ces chaudrons étaient pour cette raison souvent décorés de figures de Chivini et de Tushpuea en bronze. 
| |  |  |
| À gauche : Chaudron d'Urartu avec des décorations représentant le dieu Chivini, Musée des civilisations anatoliennes, Ankara. Au-dessus : Décoration de chaudrons représentant la déesse Tushpuea, Musée archéologique d'Istanbul. |  |  |